# Megalobrimus ingranulatus
Megalobrimus ingranulatus là một loài bọ cánh cứng trong họ Cerambycidae.